# Serrat del Boscarró
El Serrat del Boscarró és una serra situada al municipi d'Alp, a la comarca de la Baixa Cerdanya, amb una elevació màxima de 1.711 metres.